# نووکوداشوو
نووکوداشوو (انگلیسی: Novokudashevo) یک شهرک در شهرستان یانائولسکی استان باشقیرستان کشور روسیه است.